# Miconia pachyphylla
Miconia pachyphylla är en tvåhjärtbladig växtart som beskrevs av Célestin Alfred Cogniaux. Miconia pachyphylla ingår i släktet Miconia och familjen Melastomataceae. Inga underarter finns listade i Catalogue of Life.